# NGC 5602
NGC 5602 (другие обозначения — UGC 9210, MCG 9-24-2, ZWG 273.4, PGC 51340) — спиральная галактика (Sa) в созвездии Волопас.
Этот объект входит в число перечисленных в оригинальной редакции «Нового общего каталога».